# 827 Wolfiana
Wolfiana (asteroide 827) é um asteroide da cintura principal, a 1,9171629 UA. Possui uma excentricidade de 0,1570737 e um período orbital de 1 252,83 dias (3,43 anos).
Wolfiana tem uma velocidade orbital média de 19,74958837 km/s e uma inclinação de 3,41993º.
Este asteroide foi descoberto em 29 de Agosto de 1916 por Johann Palisa.
O seu nome é uma homenagem ao astrônomo alemão Max Wolf.